# Kitica
Kítica (tudi strófa, grško στροφή: strofé - obrat, obračaj, pregib) je v pesništvu največji sestavni del pesmi in glede na slog in razporeditev kitic lahko nato pesem definiramo. Kitica je sestavljena iz dveh ali več verzov.